# Bachtijar Achmiedow
Bachtijar Szachbutdinowicz Achmiedow, ros. Бахтияр Шахабутдинович Ахмедов (ur. 5 sierpnia 1987 roku w Bujnaksksie) – rosyjski zapaśnik walczący w stylu wolnym. Do jego największych sukcesów należą: złoty medal olimpijski na igrzyskach w Pekinie w 2008 roku oraz brązowy medal Mistrzostw Europy w Tampere w tym samym roku. W swojej karierze Achmiedow dwukrotnie zdobył również tytuł mistrza Europy kadetów (w 2003 i 2004 roku) oraz złoty medal mistrzostw Europy i świata juniorów w 2007 roku.
Czwarty w Pucharze Świata w 2007; siódmy w 2011 i pierwszy w drużynie w 2008. Mistrz Rosji w 2008, 2011, a drugi w 2009 i 2010 roku